# ياكوب شيبر
ياكوب شيبر (بالألمانية: Jakob Schipper)‏ هو لغوي ألماني، ولد في 19 يوليو 1842 في Augustgroden ‏ في ألمانيا، وتوفي في 29 يناير 1915 في فيينا في النمسا.